# 박인수 (가수)
박인수(朴忍洙, 1947년 9월 3일 ~ 2025년 8월 18일)는 대한민국의 가수이다.

## 생애

### 유년기와 성장
1945년 서울에서 태어났다. 어려서부터 음악적 재능을 보였으며, 성악을 공부하며 정통 음악 교육을 받았다. 이후 대중음악계로 진출하여 1970년대 후반부터 무대에 서기 시작하였다.

### 가요계 데뷔와 전성기
그의 본격적인 가수 활동은 1980년대에 시작되었다. 특히 1982년에 발표한 〈봄비〉는 서정적 가사와 특유의 감미로운 음색으로 대중의 큰 사랑을 받았다. 이 곡은 박인수를 당대의 인기 가수 반열에 올려놓았으며, 이후에도 여러 앨범을 발표하면서 활발히 활동하였다.

### 시련과 몰락
그러나 그는 대마초 사건에 연루되면서 대중의 지탄을 받게 되었고, 방송 활동도 사실상 중단되었다. 개인사적으로도 아내와의 이혼이라는 불운을 겪으며 삶은 점차 기울어 갔다. 1990년대 이후로는 대중의 관심에서 멀어지면서 가수로서의 활동도 급격히 위축되었다. 생활 형편 또한 악화되어 결국 기초생활수급자로 전락하였다.

### 말년
말년에 이르러 박인수는 심각한 건강 악화로 큰 고통을 겪었다. 그는 치매 증세와 저혈당 쇼크로 인한 단기 기억상실증에 시달렸으며, 나아가 췌장암 진단까지 받아 투병의 나날을 보냈다. 병마와 경제적 곤궁이 겹치면서 그는 점차 사회로부터 고립된 삶을 살아가게 되었다.
2022년 이후에는 파킨슨병과 알츠하이머까지 겹쳐 발병함으로써 건강은 더욱 급속히 쇠퇴하였다. 일상적인 생활조차 온전히 유지하기 어려운 상황에 놓였으며, 긴 투병의 세월을 이어가야 했다.
마침내 2025년 8월 18일 그는 폐렴으로 생을 마감하였다. 향년 78세였다. 그의 일생은 숱한 고난과 시련 속에서 마무리되었으나, 음악가로서 남긴 업적은 여전히 값진 유산으로 남아 있다. 특히 대표곡 〈봄비〉는 세월이 흐른 뒤에도 후대의 가수들에 의해 다시 불려 재조명되었으며, 그의 음악적 울림은 세대를 넘어 청중의 마음속에 깊이 새겨져 있다.